# Herma Marksman
Herma Mercedes Marksman (Ciudad Bolívar, 19 de setembro de 1949) é professora de história e política venezuelana.
Em 1984 conheceu em Caracas o então Tenente-coronel Hugo Chávez e iniciou uma relação amorosa com este, ingressando no Movimento Bolivariano Revolucionário 200 (MBR-200), no qual encarregou-se de cuidar dos arquivos e dados históricos.
Durante o golpe militar de 4 de fevereiro de 1992, encarregou-se da parte de comunicação, feita então por telefone. Visitou Chávez durante suas prisões e seguiu realizando contatos com civís para o segundo golpe de estado, em 27 de novembro de 1992. Durante estas atividades, era conhecida como Anabella, Ligia, Comandante Pedro e Pedro Luis.
Terminou sua relação com Chávez em 28 de julho de 1993 abandonando o movimento, alegando estar decepcionada. Guardou todos os documentos MBR-200 com os quais tem escrito artigos e participado de entrevistas sobre o tempo que viveu na clandestinidade.
Vive em Caracas e está afastada da política, embora constantemente participe de entrevistas opondo-se ao governo de Chávez.